# プラセンティア
プラセンティア（Placentia）は、アメリカ合衆国カリフォルニア州のオレンジ郡にある都市。人口は5万1824人（2020年）。オレンジ栽培や石油生産で発展した町である。結果的に大勢のメキシコ人労働者が移住しメキシコ文化が持ち込まれた。現在は果樹園や油井は姿を消し、ロサンゼルスの郊外都市として機能している。

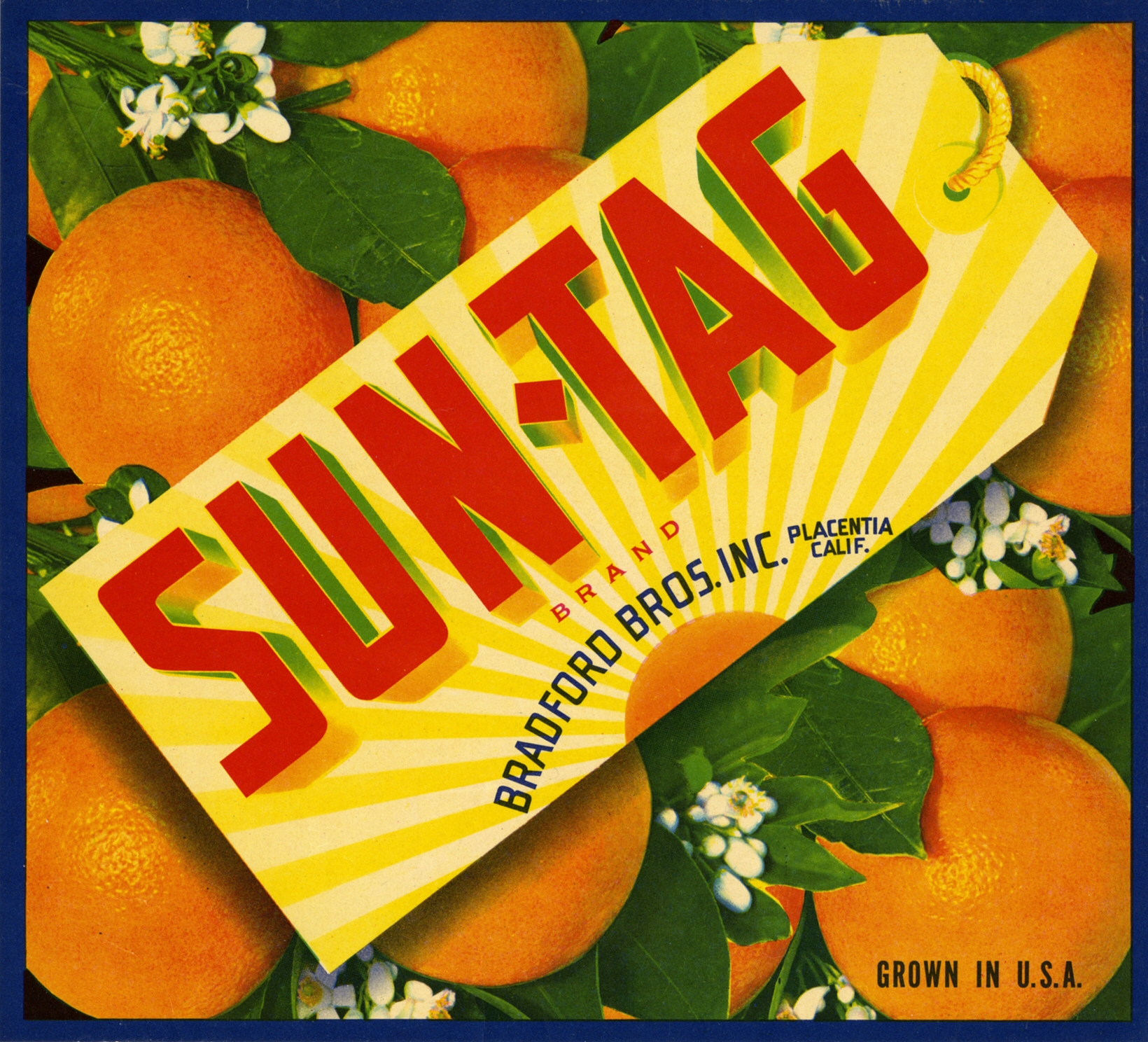
オレンジ箱のラベル